# كوبري 6 أكتوبر
جسر 6 أكتوبر، أو كوبري 6 أكتوبر كما يعرف في مصر، يعد أطول الجسور في مصر وأفريقيا ويمتد من المتحف الزراعي بالدقي بمحافظة الجيزة وحتى طريق النصر بمدينة نصر بالقاهرة مرورا بالزمالك وأشهر ميادين القاهرة وهو ميدان التحرير وأكثر ميادين القاهرة ازدحاماً وهو ميدان رمسيس.
يبلغ طول الكوبري 20.5 كم.

## التاريخ
تم تنفيذه على 9 مراحل وبدأ إنشاؤه في مايو 1969 وانتهى اغسطس 1999 وقد توقف البناء فيه لمدة 10 سنوات نتيجة للظروف الاقتصادية التي مرت بها مصر وأثناء بناء المرحلة الرابعة منه عام 1973 قامت حرب أكتوبر فتم تغيير اسمه من كوبري رمسيس إلى 6 أكتوبر ويمثل العمود الفقري لشبكة الطرق الداخلية بالقاهرة ويربط مصر الجديدة ومدينة نصر ووسط البلد والجيزة.
كوبري قصير لكن مشاهدة أشهر معالم القاهرة من الجسر مثل برج القاهرة والمتحف المصري ومبنى الإذاعة والتليفزيون ومترو الأنفاق ومحطة مصر (محطة القطارات المركزية)، وتمثال رمسيس قبل عملية نقله. ولقد استغلت كثير من شركات الدعاية والإعلان الجسر تجاريا حيث يشاهد كمية كبيرة من الإعلانات في ميدان التحرير أو عبد المنعم رياض وعلى طول الجسر بعد محطة مصر.

## المواصفات
ويشمل 23 مطلع ومنزل بعرض 7-8 متر، تم تنفيذ 7 مراحل من حي الدقي حتى غمرة والمرحلة الثامنة تصل إلى الاوتوستراد، وقد تم تنفيذ جميع المراحل دون تعطيل الملاحة النهرية بفرعي النيل. طبقت في تنفيذه أحدث أساليب التكنولوجيا وبعضها لأول مرة في مصر.

'مثل:'
- سحب القيسونات على قزق إلى النيل وتعويمها وسحبها للأماكن المحددة لإقامة الدعائم تحت قاع النيل.
- تنفيذ الهيكل العلوي بدون شدات تعوق المرور أسفله خاصة فوق الميادين وتعديات السكك الحديد وذلك بنظامي الكمرات والعربات المتحركة.
- أعمدة الداعامات ترتفع ما بين 9، 22 متر على أساسات خازوقية سابقة الصب (فيبرو وبنيتو وفرانكي ورايموند) على أعماق تتراوح بين 18، 28 متر تحت الأرض.

## معرض صور

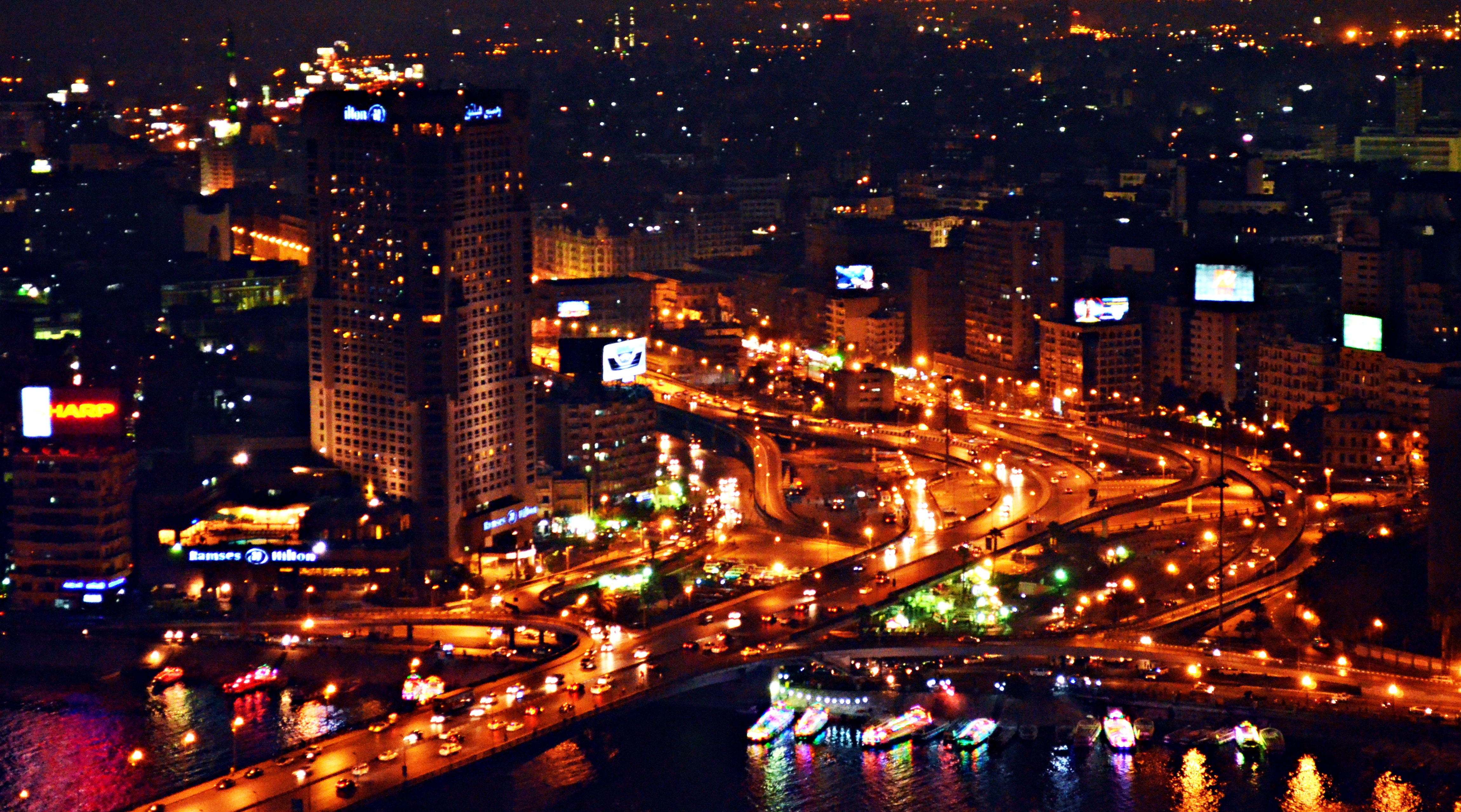
كوبري 6 أكتوبر ليلاً بجانب فندق رمسيس هيلتون.
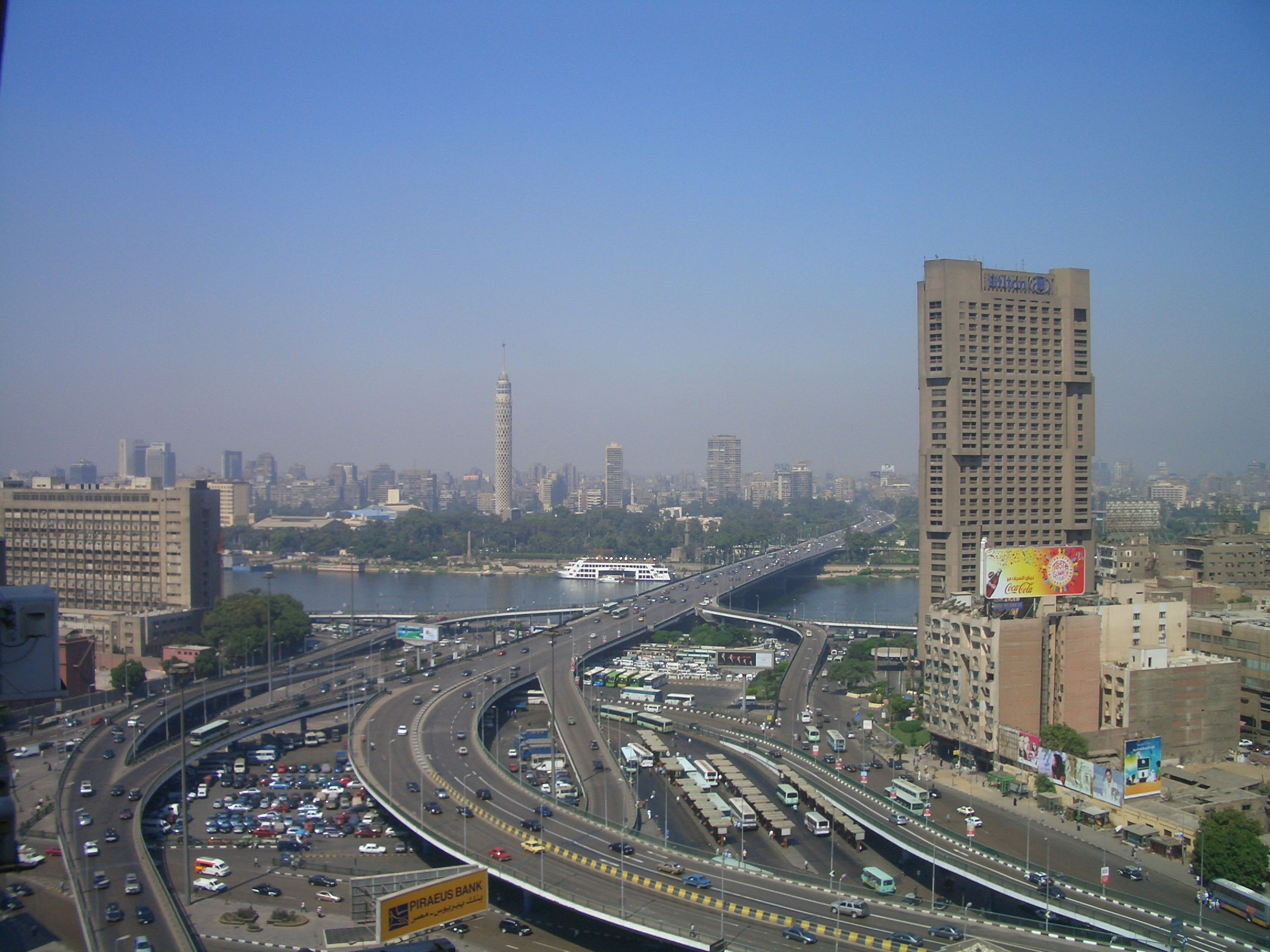
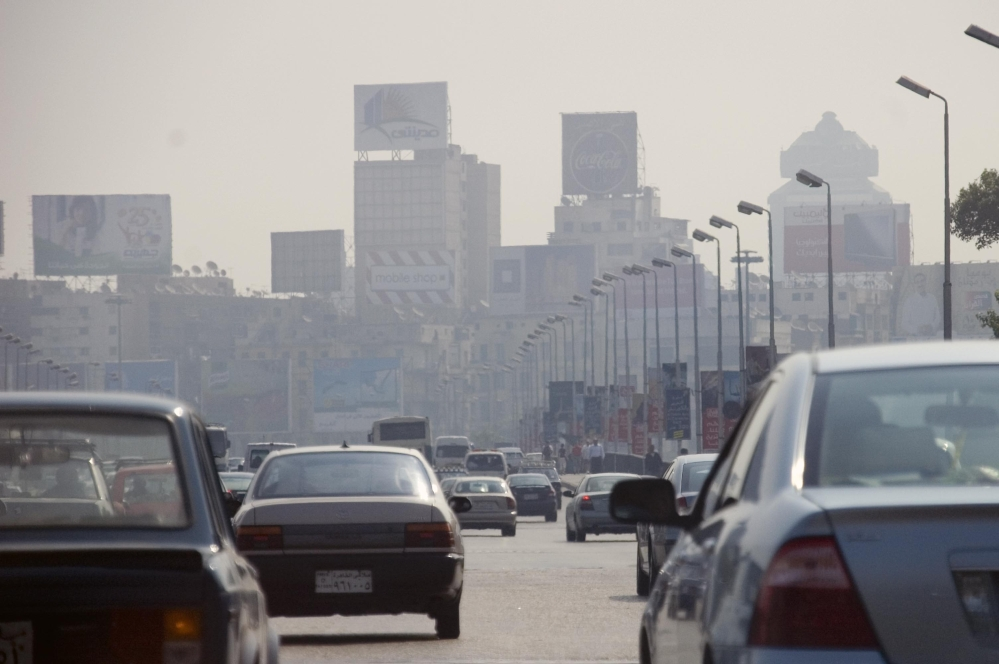
السيارت على الجسر.